# Бахурин, Андрей Томашевич
Андре́й Тома́шевич Баху́рин (род. 19 ноября 1973, Ленинград) — российский режиссёр-аниматор.

## Биография[1]
Родился 19 ноября 1973 в Ленинграде. Там же прошли его детство и юность. После школы Андрей поступил в Санкт-Петербургский государственный университет на исторический и филологический факультеты. Будучи студентом принимал участие в музыкальных проектах «Амонтильядо» и «СССР».
В 2002 году Андрей начал заниматься анимацией, сотрудничал с компаниями «Toonbox» и «Петербург».
В 2005 году он выпустил свой первый анимационный фильм «Папина библиотека».
Андрей так же владеет навыками веб-дизайна и является переводчиком.
При участии Андрея были созданы такие известные сериалы, как «Дракоша Тоша», «Малышарики», «Тима и Тома», «Смешарики», «Тайная комната» и др.

## Фильмография

### Режиссёр-мультипликатор
- 2003 — Los Dias Sin Dias (клип)
- 2003 — Бог ненавидит трусов (клип)
- 2004 — Smiley Fairy
- 2006 — Папина библиотека
- 2006 — Яма самокатов
- 2007 — Мультфильм (клип совместно с другими аниматорами)
- 2009—2013 — Сказки-потешки
- 2010 — Волшебный горшок
- 2011 — Бледный мальчик. Красный луч
- 2012—2017 — Пин-Код
- 2012—2013 — Смешарики. Новые приключения
- 2015—2021 — Тима и Тома
- 2015—наст. время — Малышарики
- 2016 — Выходной
- 2017 — Возьми любой момент из детства
- 2017—наст. время — Дракоша Тоша
- 2018—наст. время — Монсики
- 2018 — Питомцы (проект заморожен)[2][3]
- 2018 — Старушка Жизнь Vs Старушка Смерть
- 2019 — Деканимерон-1
- 2020 — Муезум
- 2020—наст. время — Супер МЯУ
- 2021 — Моднюша
- 2021 — Приключения Пети и Волка
- 2021—2022 — Тайная комната
- 2022 — Смешарики. Новый сезон
- 2022 — Сказочный переполох
- 2022 — Чужой хлеб
- 2022 — Шмяк. Волшебная лавка Есении

### Сценарист
- 2011 — Бледный мальчик. Красный луч
- 2016 — Выходной
- 2020 — Муезум
- 2022 — Чужой хлеб

### Художник-постановщик
- 2011 — Бледный мальчик. Красный луч
- 2020 — Муезум
- 2022 — Чужой хлеб

### Художник-аниматор
- 2015 — Совы нежные (клип совместно с Иваном Максимовым, Александром Свирским и другими)
- 2017 — Возьми любой момент из детства
- 2018 — Не курите в поезде
- 2020 — Муезум
- 2021 — Приключения Пети и Волка
- 2022 — Чужой хлеб

### Оператор-постановщик
- 2020 — Муезум

### Компоузер
- 2017 — Возьми любой момент из детства
- 2020 — Муезум

### Композитор
- 2020 — Муезум
- 2022 — Чужой хлеб

### Полностью самостоятельные флэш-работы (режиссура, сценарий, музыка и т.д.)
- 2002 — Песочница Зомби
- 2002 — День Рождения
- 2002 — Микроскоп
- 2002 — Изнанка
- 2002 — Strawberry spring (клип)
- 2003 — Король мух
- 2003 — Подарок Санта-Кроуса
- 2003 — Жлобинские игрушки
- 2004 — Деревянные друзья
- 2005 — Сонин побег
- 2005 — Зуб
- 2006 — Белые, черные

## Награды[4]
- 8 апреля 2023 г. Российская национальная анимационная премия Икар в номинации «Сценарий» за мультфильм «Чужой хлеб»[5].
- 22 июля 2019 г.  В конкурсную программу "Крока-2019" вошли 123 фильма из 33 стран.
- 19 июля 2017 г.  Названы участники XXIV Международного фестиваля анимации "Крок".
- 21 марта 2017 г.  Оглашен список номинантов III Национальной анимационной премии "Икар".
- 19 марта 2017 г.  Подведены итоги 22-го Открытого российского фестиваля анимационного кино
- 9 марта 2017 г.  В конкурсе фестиваля "Золотой Кукер" в Болгарии - более 10 российских фильмов.
- 21 октября 2016 г.  В Санкт-Петербурге 28 октября стартует XIV фестиваль «Мультивидение».
- 28 июля 2015 г.  Опубликована конкурсная программа XXІІ Международного фестиваля анимационных фильмов "Крок".
- 16 февраля 2010 г.  Фильмы Андрея Бахурина и Саши Свирского в Творческих Мастерских 19 февраля.
- 27 мая 2009 г.  Лучшая анимация за год - в "Актовом зале" 30 мая, в том числе и в "Ночь анимации".
- 11 декабря 2008 г.  На фестивалье "Мультивидение" в Санкт-Петербурге названы призёры.